# La revedere, prietene
La revedere, prietene (titlul original: Adieu l'ami) este un film de aventuri franco-italian, realizat în 1968 de regizorul Jean Herman și avându-i protagoniști pe Alain Delon, Charles Bronson, Olga Georges-Picot și Bernard Fresson. 

## Distribuție
- Alain Delon - Dino Barran
- Charles Bronson - Franz Propp
- Olga Georges-Picot - Isabelle Moreau
- Brigitte Fossey - Dominique Austerlitz "Waterloo"
- Bernard Fresson - inspectorul Meloutis
- Jean-Claude Ballard - agent de poliție
- Marianna Falk - Catherine
- Ellen Bahl - Martha
- André Dumas - șeful de personal
- Guy Delorme - un bărbat din Neuilly

## Aprecieri critice
Enciclopedia cinematografică germană Lexikon des internationalen Films descrie astfel acest film: „După sfârșitul Războiului din Algeria, un tânăr doctor care devenise cinic lucrează împotriva voinței sale împreună cu un fost camarad, un mercenar rece ca gheața, pentru a sparge un seif. Caracterele lor și intențiile lor opuse creează complicații, precum și o intrigă pe fundal, în fața căreia ei sunt în cele din urmă neprotejați. Dar, în final, ei triumfă datorită respectului reciproc și noii prietenii. Un divertisment polițist perfect cu doi actori principali excelenți. Ca un imn al marii prietenii între «bărbații adevărați», cu toate că este o expresie psihologică destul de banală, filmul are o densitate și tensiune remarcabile pentru genul său.”.